# ان‌جی‌سی ۵۱۶۴
ان‌جی‌سی ۵۱۶۴ (انگلیسی: NGC 5164) نام یک کهکشان در صورت فلکی خرس بزرگ است.